# Aqueduc de la Minette
Pour les articles homonymes, voir Minette.
L’aqueduc de la Minette est l’un des ouvrages qui approvisionne la ville de Rennes en eau potable. Il a été construit en 2 ans, entre 1880 et 1882. L'ouvrage achemine l'eau, captée dans les nappes souterraines qui alimentent les sources de la Minette et de la Loisance, depuis 1882.

## Origine
Le problème de l'approvisionnement en eau se pose à Rennes au milieu du XIXe siècle, dans un souci de santé publique, car l'eau des puits est insuffisante, tant en quantité qu'en qualité (insalubrité). 
C'est Armand Robinot de Saint-Cyr, le maire de Rennes en 1863, qui sollicite l'architecte de la ville, Jean-Baptiste Martenot. Celui-ci, lui propose de capter les eaux de la Minette et de la Loisance, situées à 60 kilomètres de Rennes, et qui présentent une excellente qualité, grâce au granite, et de les acheminer par un aqueduc. Son projet fut retenu en 1873. 
L'ingénieur Brière, fut chargé de l'étude en 1874. Après une vive opposition au projet, tant à Rennes qu'à Fougères, le décret d'utilité publique, autorisant le captage, fut publié le 30 juin 1879, et les travaux mis en adjudication le 28 juin 1880. La construction de l'ouvrage, commencée en 1880, sera terminée en 1882, grâce au travail de 2 000 ouvriers. L'inauguration par le maire de Rennes, Edgar Le Bastard, aura lieu le 14 juillet 1882, puis la mise en service en 1884,.     

## Caractéristiques
- Point de départ : région de Fougères, au nord-est de Rennes, l'ouvrage constitue une véritable rivière souterraine ;
- Dimensions :
  - Longueur : 42 km de canalisations en partie souterraines ;
  - Profondeur maximale : 22 mètres (passage sous colline) ;
  - Dénivelé : pente naturelle de 1 millimètre par mètre ;
  - Diamètre nominal 80 cm sur 10,5 km en amont de Mézières-sur-Couesnon ;
  - Diamètre nominal 100 cm sur 31,5 km en aval de Mézières-sur-Couesnon ;
- Point d’arrivée : réservoirs des Gallets[4], (Quartier des Longs-Champs) ;
- Débit journalier : 12 000 m3.

## Le nouvel ouvrage de transport d'eau
Après plus d’un siècle de fonctionnement, l'aqueduc historique de la Minette de 1882, a été définitivement arrêté en avril 2012.
Celui-ci a été remplacé par une nouvelle conduite de transport sur 29 km en canalisations fonte, de 70 cm de diamètre, accompagnée par la construction d’un réservoir d'une capacité de 6 000 m3, à Ercé-près-Liffré. 
Le nouvel ouvrage permet le transfert des 25 000 m3 d'eau, produits chaque jour à l'usine de Mézières-sur-Couesnon (contre 18 000 m3 d'eau brute auparavant), et autorise un fonctionnement inverse lors des phases d'arrêt de l'usine, ce qui sécurise l'alimentation en eau des communes traversées. La nouvelle conduite fonctionne sous pression, et garantit la qualité de l’eau, préalablement traitée à la nouvelle usine de Mézières-sur-Couesnon, en évitant de traiter l'eau une deuxième fois à Rennes, comme c'était le cas auparavant, tout en supprimant définitivement les pertes hydrauliques importantes, que connaissait l'ancien ouvrage centenaire.